# Bob Barton
Robert Barton (Birmingham, 28 juli 1947) is een Britse jazzpianist.
Barton studeerde op jonge leeftijd muziektheorie aan het Royal College of Music. Na deze studie begon hij jazz te spelen, als solist en met bands. Van 1973 tot 1981 werkte hij samen met drummer Trevor Richards en saxofonist John Defferary, in het door Richards geleide New Orleans Trio. Met dit trio (zonder bassist) trad hij in heel Europa op. Van 1981 tot 1987 leidde hij zijn eigen kwintet Superjazz, met onder andere Louis Nelson, Alton Purnell en Freddie Kohlman. Barton speelde ook in Amerika, met musici als Barney Bigard, Trummy Young, Cozy Cole, Benny Waters en Wallace Davenport. Hij trad met de European Jazz Stars op tijdens het San Marino Jazz Festival. Hij is lid van de Jazzeral Old Time Jazzband en is te horen op platen met Davenport en Linda Lewis.

## Discografie
- European Jazz Stars Live at the San Marino Jazz Festival (Jazzpoint Records 1998; met Oscar Klein, Alexander Katz, Engelbert Wrobel, Lino Patruno, Dana Gillespie, Jan Jankeje, Gregor Beck)
- Level Street Blues (Richmal Records 2003)
- Bob Barton & Thomas Fahrer Boogie Street (2009)